# Cautleya
Die Pflanzengattung Cautleya gehört zur Familie der Ingwergewächse (Zingiberaceae) und enthält nur zwei Arten. Sie ist in Asien weitverbreitet.

## Beschreibung

### Habitus und Laubblätter
Cautleya-Arten wachsen als saisongrüne, ausdauernde krautige Pflanzen. Sie bilden sehr kurze Rhizome. Die Wurzeln sind fleischig und relativ dick. Sie wachsen meist epiphytisch, wenn sie terrestrisch wachsen dann meist an steilen, felsigen Standorten. Es werden Scheinstämme aus den Blattscheiden der Laubblätter gebildet, die Wuchshöhen von 20 bis 100 Zentimeter erreichen; sie brechen vor dem Winter vom Rhizom ab.
Die wechselständig angeordneten Laubblätter besitzen eine röhrige Blattscheide, einen (Cautleya spicata) oder keinen Blattstiel und eine Blattspreite. Die einfachen, krautigen, parallelnervigen Blattspreiten sind meist elliptisch, länglich oder lanzettlich. Die Blattunterseite ist manchmal dunkel purpurrot. Der Blattrand ist glatt. Die Ligulae an der Basis der Laubblätter sind zweilappig.

### Blütenstände und Blüten
Die endständig an den Scheinstämmen gebildeten ährigen Blütenstände enthalten zwei bis viele Blüten. Über einem bis zur Basis hin offenen, grünen (Cautleya gracilis) oder roten (Cautleya spicata), haltbaren Tragblatt steht jeweils eine Blüte, die von ihm anfangs schützend umhüllt wird. Es sind keine Deckblätter vorhanden.
Die zwittrigen, gelben bis orangefarbenen Blüten sind dreizählig und zygomorph mit doppelter Blütenhülle. Die Farbe der Kelchblätter reicht von hell-grün bis zu dunkel-rot. Die Kronröhre ist mindestens gleich lang wie die Kelchröhre. Die drei Kelchblätter sind zu einer relativ langen Röhre verwachsen, die auf einer Seite offen ist und oben zweilappig ist. Die drei Kronblätter sind zu einer langen Röhre verwachsen mit drei nur fast gleichen Kronlappen. Der mittlere, aufrechte Kronlappen ist kahnförmig sowie zurückgebogen und die seitlichen Kronlappen schmal mit spitzem oberen Ende. Die seitlichen Kronlappen sind auf etwa der Hälfte ihrer Länge untereinander und mit der Basis des Labellum verwachsen. Von den ursprünglich sechs Staubblättern ist nur das mittlere Staubblatt des inneren Kreises fertil. Sein aufrechter, relativ kurzer Staubfaden, der von der Seite betrachtet L-förmig ist, besitzt zwei orangefarbene Sporne an der Basis. Sein Staubbeutel besitzt ein gegabeltes Anhängsel und die beiden Theken öffnen sich mit einem Längsschlitz. Alle anderen Staubblätter sind zu Staminodien umgebildet. Das mittlere Staminodium des äußeren Kreises fehlt immer. Die beiden seitlichen Staminodien des äußeren Kreises sind kronblattähnlich, verkehrt-lanzettlich sowie aufrecht und formen einen Helm über dem einzigen fertilen Staubbeutel. Die beiden seitlichen Staminodien des inneren Kreises sind zu einem Labellum verwachsen. Das breit keilförmige, zurückgebogene Labellum ist am Ende tief zweilappig, wobei die breiten Labellumlappen deutlich ausgerandet bis gezähnt sind. Das Labellum zusammen mit den seitlichen Kronlappen stellen den auffälligsten Teil der Blüte dar. Drei Fruchtblätter sind zu einem kugeligen, unterständigen, dreikammerigen (synkarpen) Fruchtknoten verwachsen. Je Fruchtknotenkammer sind viele Samenanlagen in zentralwinkelständiger Plazentation vorhanden. Der lineale Griffel endet in einer kreiselförmigen, weißen Narbe mit bewimpertem Rand.

### Früchte und Samen
An der Frucht ist noch der Kelch vorhanden. Die dreifächerigen, kugeligen Kapselfrüchte öffnen sich früh von oben in Richtung Basis und die drei Klappen biegen sich zurück. An einer Säulenmasse werden die Samen exponiert. Die kantigen, schwarzen Samen besitzen nur bei Cautleya spicata einen kleinen, weißen Arillus.

### Chromosomenzahl
Es werden für die Cautleya-Arten Chromosomengrundzahlen von x = 12 und x = 13 angegeben. Leider liegen zu diesen Angaben keine Informationen vor, welche der Arten und Varietäten untersucht wurden. Für Cautleya gracilis wurde festgestellt, dass es zwei Rassen gibt mit Chromosomengrundzahlen von x = 12 und x = 13. Für Cautleya spicata wurden Chromosomenzahl von 2n = 34, 27, 36 gefunden. Neue Untersuchungen mit unterschiedlichen Populationen der Arten und Varietäten sind erforderlich.

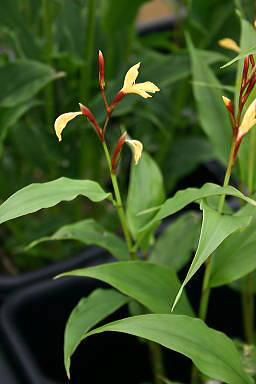
Cautleya gracilis

## Systematik und Verbreitung
Die Cautleya ist weitverbreitet vom nördlichen Indien, Nepal, Bhutan, Myanmar, Thailand über die südliche Volksrepublik China bis Vietnam.
Die Erstveröffentlichung erfolgte 1883 als Roscoea sect. Cautlea durch John Forbes Royle in George Bentham & Joseph Dalton Hooker: Genera Plantarum, 3, S. 641, beachte die dort verwendete Schreibweise Cautlea, also als Sektion innerhalb der Gattung Roscoea. Den Rang einer Gattung Cautleya erhielt sie 1888 durch Joseph Dalton Hooker in Botanical Magazine, 114, Tafel 6991. Als Lectotypus wurde 1972 Cautleya gracilis (Sm.) Dandy durch B. L. Burtt & R. M. Smith in Burtt in Key species in the taxonomic history of Zingiberaceae in Notes Roy. Bot. Gard. Edinburgh, 31, S. 218 festgelegt. Mit dem botanischen Gattungsnamen Cautlea/Cautleya ehrte Royle seinen Freund Captain Proby Thomas Cautley F.G.S. von der Bengalischen Artillerie (1802–1871), einem Engländer, der als Ingenieur am östlichen Yamuna-Kanal und als Paläontologe arbeitete.  Die Gattung Cautleya gehört zur Tribus Zingibereae in der Unterfamilie Zingiberoideae in der Familie Zingiberaceae.
Es gibt nur zwei Cautleya-Arten:
- Cautleya gracilis (Sm.) Dandy: Mit zwei Varietäten:
  - Cautleya gracilis (Sm.) Dandy var. gracilis (Syn.: Cautleya lutea (Royle) Hook.f., Roscoea gracilis Sm., Roscoea lutea Royle): Sie gedeiht in Höhenlagen zwischen 1060 und 3940 Metern in Indien, Bhutan, Nepal, Myanmar, Thailand, China und Vietnam.
  - Cautleya gracilis var. robusta (K.Schum.) Sanjappa (Syn.: Cautleya robusta Baker): Sie gedeiht in Höhenlagen zwischen 1520 und 3940 Metern in China, Nepal, Bhutan und Indien.
- Cautleya spicata (Sm.) Baker (Syn.: Roscoea spicata Sm.): Sie gedeiht in Höhenlagen zwischen 1210 und 3640 Metern in Indien, Nepal, Bhutan, Myanmar und China.

## Nutzung
Beide Arten werden als Zierpflanzen verwendet.	
Von Cautleya spicata wird das Mark der Sprossachse als Gemüse gegessen. Den Saft, der aus den Rhizomen gewonnen wird, verwendet man zur Behandlung von Magenbeschwerden.